# Álvaro González Soberón
Álvaro González Soberón (Potes, Cantabria, 8 de enero de 1990) es un futbolista español que juega en la posición de defensa en el C. D. Tenerife de la Primera Federación.

## Trayectoria
Se formó en las categorías inferiores racinguistas desde el año 2003. Debutó con el Real Racing Club de Santander el 1 de mayo de 2011 en Primera División, siendo su entrenador Marcelino García Toral en los Campos de Sport del Sardinero en el partido contra el R. C. D. Mallorca con un resultado de 2 a 0. El 24 de mayo firmó su primer contrato profesional para las siguientes cuatro temporadas.
El 14 de noviembre de 2011 se hizo oficial una oferta por el jugador con valor de 2 000 000 de euros del F. C. Dnipro Dnipropetrovsk de Juande Ramos. El 11 de julio de 2012 fichó por el Real Zaragoza.
En los últimos días del mercado estival de 2016 se oficializó su fichaje por el Villarreal Club de Fútbol por cuatro temporadas.
El 19 de julio de 2019 fue cedido una temporada con opción de compra al Olympique de Marsella. En mayo de 2020 el presidente del equipo francés anunció que seguiría en el club la siguiente temporada. Allí estuvo hasta que en agosto de 2022 acordó la rescisión de su contrato. Antes de acabar el mes se marchó a Arabia Saudita para jugar en el Al-Nassr y, posteriormente, el Al-Qadisiyah F. C.
El 4 de febrero de 2025 se hizo oficial su incorporación al Johor Darul Takzim F. C. Con ellos jugó cuatro partidos en la Liga de Campeones de Élite de la AFC, en los que marcó dos goles, y en el mes de julio volvió a España después de firmar por dos años con el C. D. Tenerife.

## Controversias
El 13 de septiembre durante el partido Paris Saint-Germain / Olympique Marsella, el clásico del futbol francés Álvaro fue acusado de racismo por el jugador brasileño del PSG Neymar Jr. El exjugador del Barça acusó en reiteradas ocasiones a los árbitros y posteriormente en redes sociales que el jugador español le había llamado "mono".

## Selección nacional
Álvaro Gónzalez fue convocado con la selección española sub-21 para disputar el encuentro que enfrentó a Croacia y España dentro del XIX Campeonato de Europa.
Fue convocado para disputar el Campeonato de Europa sub-21 que se celebró en Israel. En la selección dirigida por Julen Lopetegui, el jugador disputó los 90 minutos del encuentro de la fase de grupos ante Países Bajos, partido en el que España consiguió otra victoria por lo que se enfrentó en semifinales contra Noruega.

## Clubes
| Club                           | País           | Año       |
| ------------------------------ | -------------- | --------- |
| Racing de Santander "B"        | España         | 2009-2011 |
| Racing de Santander            | España         | 2011-2012 |
| Real Zaragoza                  | España         | 2012-2014 |
| R. C. D. Espanyol              | España         | 2014-2016 |
| Villarreal C. F.               | España         | 2016-2020 |
| Olympique de Marsella (cedido) | Francia        | 2019-2020 |
| Olympique de Marsella          | Francia        | 2020-2022 |
| Al-Nassr                       | Arabia Saudita | 2022-2023 |
| Al-Qadisiyah F. C.             | Arabia Saudita | 2023-2024 |
| Johor Darul Takzim F. C.       | Malasia        | 2025      |
| C. D. Tenerife                 | España         | 2025-     |

## Palmarés

### Títulos nacionales
| Título        | Club               | País           | Año  |
| ------------- | ------------------ | -------------- | ---- |
| Liga de Yello | Al-Qadisiyah F. C. | Arabia Saudita | 2024 |

### Títulos internacionales
| Título          | Club (*)            | País      | Año  |
| --------------- | ------------------- | --------- | ---- |
| Eurocopa sub-21 | Selección de España | Dinamarca | 2011 |

(*) Incluyendo la selección.